# Gayali (Qubadli)
Gayali est un village de la région de Qubadli en Azerbaïdjan.

## Histoire
Le nom ancien du village était "Gankahassi".
En 1993-2020, Gayali était sous le contrôle des forces armées arméniennes. En 2020, le village de Gayali a été restitué sous le contrôle de l'Azerbaïdjan.